# Bernard d'Espagnat
Bernard d'Espagnat (22. srpna 1921 – 1. srpna 2015) byl francouzský teoretický fyzik, filozof vědy a spisovatel, nejznámější pro své práce o povaze reality. Doktorát z fyziky získal pod vedením Louise de Broglie, spolupracoval i s Enricem Fermim a Nielsem Bohrem. Pracoval jako výzkumník mimo jiné v CNRS a v CERNu, od roku 1959 až do odchodu na odpočinek působil jako profesor na Sorbonně, po jejím rozdělení na Univerzitě Paříž XI. Roku 2009 mu byla udělena Templetonova cena.